# Dolichoscius francoisi
Dolichoscius francoisi är en tvåvingeart som beskrevs av Emile Janssens 1953. Dolichoscius francoisi ingår i släktet Dolichoscius och familjen rovflugor.
Artens utbredningsområde är Burundi. Inga underarter finns listade i Catalogue of Life.